# Reynaldo Lecona
General Reynaldo Lecona fue un militar mexicano que participó en la Revolución mexicana. Nació en Zacatlán, Puebla. General de las fuerzas zapatistas en el Ejército Libertador del Sur, operando en los estados de Puebla y Morelos. Fue uno de los delegados zapatistas a la Convención de Aguascalientes como secretario de la comisión del Ejército Libertador del Sur. En 1923 secundó la Rebelión delahuertista. 